# راگونیا
راگونیا (به ایتالیایی: Ragogna) یک منطقهٔ مسکونی در ایتالیا است که در استان اودینه واقع شده‌است.

## خصوصیات
راگونیا ۲۲٫۴ کیلومترمربع مساحت و ۳٬۰۰۶ نفر جمعیت دارد.